# Muráňská brázda
Muránska brázda  je geomorfologickou částí Tŕstie, podcelku Stolických vrchů.  Leží v okrajových částech podcelku a severní větví propojuje údolí řek Muráň a Rimava. Na jejím území leží města Tisovec a Revúca. 

## Polohopis
Území Muránské brázdy se nachází ve střední části Stolických vrchů a ze tří stran (západ, sever a východ) je obklopuje podcelek Tŕstie. Západní rameno zabírá údolí Rimava, východní rameno údolí říčky Muráň a jejich severní okraje propojuje údolí Muránského zlomu se Skalickým a Lehotským potokem. Obě řeky patří do povodí Slané. Na severovýchodě pokračují Stolické vrchy podcelku Stolice, severně sousedí Spišsko-gemerský kras s podcelkem Muránska planina a západní okraj vymezují Klenovské vrchy, podcelek Stolických vrchů. V údolí Rimava na jihozápadě sousedí geomorfologická část Rimavské podolie a podcelek Železnícké predhorie a na území Revúce část Jelšavské podolie, vše patřící do Revúcké vrchoviny. 
Na severozápadě leží město Tisovec, na severovýchodě Muráň, Muránska Zdychava a Muránska Dlhá Lúka a na jihovýchodním okraji město Revúca. Údolími vedou i regionální významné komunikace; z Revúcej do obce Muráň silnice II / 532 a souběžně i lokální železniční trať, mezi Muráňom a Tisovcem vede silnice II / 531. Z Rimavské Soboty přes Tisovec do Brezna směřuje silnice I / 72, kterou kopíruje železniční trať Brezno - Jesenské . 

## Chráněná území
Severní část Muránské brázdy leží v ochranném pásmu Národního parku Muránska planina. Z maloplošných, zvláště chráněných lokalit se v této části Stolických vrchů nachází chráněný areál Vachtové jezírko, Lúka pod cintorínom a Tunel pod Dielkom. 

## Turismus
Zejména severní polovina Muránské brázdy patří mezi atraktivní oblasti regionu. Stolické vrchy i sousední Muránska planina nabízejí řadu přírodních zajímavostí a široké možnosti na turistiku. Z historických památek jsou vyhledávány ruiny Tisoveckého a Muránského hradu, z technických památek vzbuzují velkou pozornost Gemerské spojky, tj. soubor nedokončených tunelů a tratí, které měly propojit dopravně odříznuté oblasti Slovenska během Slovenského státu. Výjimečnou je i část tratě Tisovec - Zbojská, která pro velké stoupání využívá ozubnici.

### Značené trasy
- po  červeně značené trase ( Chodník Marie Széchy ) z Rimavské Soboty přes Tŕstie (1121 m n. m.) na Muránsky hrad
- po  modré značce:
  - z Klenovca přes Tisovec a sedlo Dielok do Muráně
  - z Tisovce do sedla Bánovo
  - z Revúce na vrch Kohút (1409 m n. m.)
- po  zelené značce:
  - z Rimavské Pily na Tŕstie
  - z Tisovce údolím Rimavy do sedla Burda
- po  žluté značce:
  - z Tisovce na vrch Tŕstie
  - z Tisovce na Tisovecký hrad
  - z Hačavy na rozc. Kvakov vršok (863 m n. m.)
  - ze sedla Dielok na Tri chotáre (963 m n. m.)
  - z Muráně na rozcestí Nižná Kľaková
  - z Revúce k chatě Nemcová [3]